# Jim Aparo
Jim Aparo, właśc. James Nicholas Aparo (ur. 24 sierpnia 1932 New Britain, zm. 19 lipca 2005 w Southington) – amerykański rysownik komiksowy, najbardziej znanym z prac dla DC Comics od końca lat 60. do 90. Rysował przede wszystkim komiksy skupiające się na postaciach Batmana, Aquamana i Spectre, w tym tak znane tytuły jak Śmierć w rodzinie i Batman: Knightfall.

## Życiorys
Urodził się i dorastał w New Britain w stanie Connecticut. Uczęszczał na zajęcia artystyczne w New Britain High School, a także na zajęcia w Hartford Art School. Uczył się głównie sam, studiując i kopiując komiksy. Czerpał inspirację z postaci takich jak Superman, Batman i Kapitan Marvel. Wpływ mieli na niego tacy artyści jak Alex Raymond i Milton Caniff. Karierę komiksową rozpoczął później niż większość artystów tamtego okresu, pracując najpierw w reklamie, a następnie wysyłając swoją sztukę do różnych wydawców komiksowych. Podczas wakacji letnich w Charlton, Aparo spotkał Dicka Giordano (przyszłego redaktora naczelnego DC Comics), który dostrzegł potencjał w jego pracy.
W 1966 został zatrudniony przez Dicka Giordano w Charlton Comics, gdzie jego pierwszym zadaniem było narysowanie postaci o imieniu Miss Bikini Luv w Go-Go Comics. Natomiast już pod koniec lat 60. przeniósł się do DC Comics, gdzie od 40 numeru rysował komiks Aquaman. Dostarczał również rysunki do serii The Phantom. Po anulowaniu serii Aquamana wykonywał rysunki do kryminalnych opowiadań House of Mystery i House of Secrets.
W latach 70. został przydzielony do solowej serii Batmana w Detective Comics od numeru 437 (październik–listopad 1973) i rysował okazjonalnie opowiadania do serii antologicznych. Razem z pisarzem Lenem Weinem stworzyli postać Sterlinga Silversmitha w numerze 446 Detective Comics (kwiecień 1975). W 1980 narysował The Untold Legend of the Batman, pierwszą miniserię Batmana, tuszując rysunki Johna Byrne'a w pierwszym numerze i dostarczając pełne ilustracje do drugiego i trzeciego numeru. Był jednym z artystów pracujących nad podwójnym formatem numeru 200 Justice League of America (marzec 1982).
Jim Aparo powrócił do tytułu Batmana w numerze 414 (grudzień 1987) we współpracy z pisarzem Jimem Starlinem. Jedną z ich pierwszych historii dla tego tytułu było Ten Nights of The Beast w numerach 417–420 (marzec–czerwiec 1988), które wprowadziły postać KGBeast. Być może najbardziej znanym produktem tego okresu pozostaje Śmierć w rodzinie (ang. A Death in the Family) w numerach 426–429, przedstawiający śmierć Jasona Todda (Robin). Fabuła A Lonely Place of Dying skrzyżowała się z tytułem The New Titans i wprowadziła Tima Drake'a jako nowego Robina. Aparo kontynuował rysowanie historii Batmana w Detective Comics i Batmanie aż do początku lat 90. W tym czasie był jednym z rysowników serii Batman: Knightfall.